# Ian Vieru
Ian Vieru (Rumania, 4 de enero de 1979) es un atleta rumano retirado. Estaba especializado en la prueba de 400 m, en la que consiguió ser medallista de bronce europeo en pista cubierta en 2009.

## Carrera deportiva
En el Campeonato Europeo de Atletismo en Pista Cubierta de 2009 ganó la medalla de bronce en los 400 metros, con un tiempo de 46.54 segundos, tras el sueco Johan Wissman (oro con 45.89 segundos) y el italiano Claudio Licciardello (plata con 46.32 segundos).